# 캄브리아기 폭발
캄브리아기의 생물대폭발은 5억 4200만 년 전에 다양한 종류의 동물화석이 갑작스럽게 출현한 지질학적 사건을 일컫는다. 더하여 유사한 형태의 다양화가 식물성 플랑크톤이나 칼슘을 이용하는 다른 군집생물들에게서도 나타났다. 캄브리아기의 최하층의 또 다른 특징은 탄소와 황 동위원소 등의 지화학적 교란이다.

## 폭발의 중요성
캄브리아기의 대폭발은 과학계와 일반인들의 관심을 불러일으켰다. 찰스 다윈은 이 현상이 자신의 진화론에 의한 진화 이론에 대한 주요한 반대 근거로 창조론자들이 이용할 수 있다고 생각했다. 과학자들은 오랫동안 이 현상이 그토록 갑작스럽게 일어났다는 것에 대하여 의아스럽게 생각해 왔다. 캄브리아기 생물의 선조뻘로 보이는 생물은 이전 지층에서 거의 발견되지 않았다. 현재 이 현상에 대한 의문은 다음 세가지로 요약될 수 있다.
1. 실제로 "폭발"이 일어났었는가?
2. 이 현상은 동물의 기원과 진화에 대하여 어떤 이야기를 해 줄 수 있는가?
3. 왜 일어났는가

## 역사
버클랜드(1784-1856)가 살았던 시기의 지질학자들은 현재 캄브리아기 지층이라고 불리는 지층의 최하부에서 화석 기록이 갑작스럽게 증가한다는 사실을 알게 되었다. 찰스 다윈에게 있어 그 이전의 선조 형태가 보이지 않은 상태에서 많은 동물들의 화석이 나타나게 되는 것은 상당히 문제가 있는 상황이었고, 실제 그는 그의 책, 종의 기원에서 상당한 부분을 이 문제를 설명하는 데에 할애했다.
북미지역의 동물군을 연구하던 미국의 학자 찰스 왈콧은 "리팔리안"이라고 부르는 시기 동안은 화석이 없거나 화석으로 보존되지 않았는데, 이 기간 동안 캄브리아의 동물군들이 진화했다는 제안을 했었다.
보다 시간이 흘러서, 지구에서의 생명의 역사가 적어도 34억 년 전 이전에 시작되었음이 밝혀졌다. 그 시대에 만들어진 오스트레일리아의 와라우나의 암석들은 미생물에 의해 형성된 뭉툭한 기둥모양인 스트로마톨라이트들의 화석들을 포함하고 있다. 모든 동물들, 식물들, 그리고 균류에게서 만들어진, 좀더 복잡한 진핵생물(Eukaryota)의 세포들의 화석들이 중국과 몬타나의 14억년전의 암석들에서 발견되었다. 5억6천5백년에서 5억6천4백년 사이의 암석들은, 요즘의 기관과는 완전히 다르지만 너무 커서 다세포 생명체일 수 밖에 없는, 에디아카라 생물군의 화석을 포함하고 있다. P.E. 클라우드는 1948년에 캄브리아기 초기에 "폭발적"인 진화의 시기가 있었다고 주장했다. 그러나 1970년대에 들어서도 어떻게 상대적으로 현대의 모습을 지닌 생명체들이 캄브리아 시기의 중기와 후기에 나타나는지에 대한 근거는 없었다.

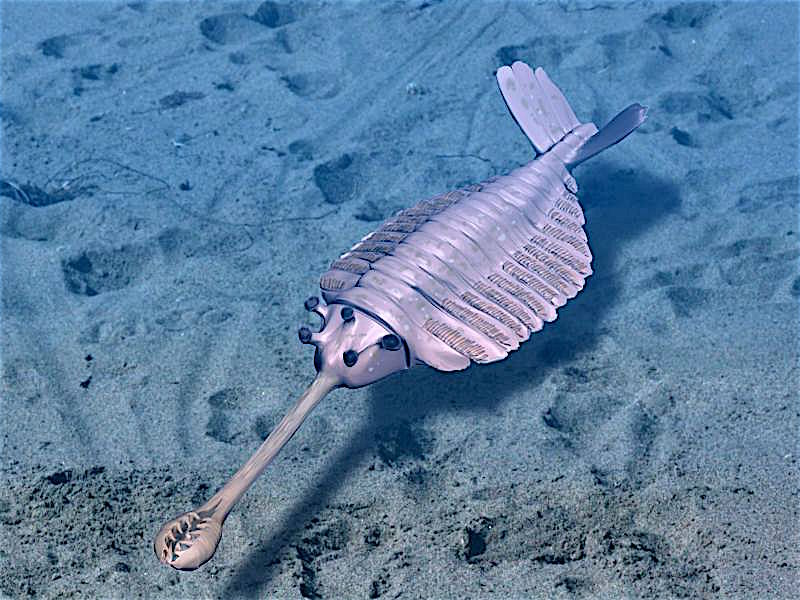
오파비니아는 현대의 캄브리아기의 대폭발에 대한 관심을 이끌어내는데 가장 큰 공헌을 했다.

그러나 현재의 이, "캄브리아기의 대폭발"에 대한 문제의 관심은 핸리 B. 휘팅턴과 그의 동료들에 의해서 촉발되었는데, 그들은 북미의 버제스 셰일에 있는 동물군들을 새롭게 분석하여, 몇몇은 복잡하게 발전했지만 요즈음의 어떠한 살아있는 동물들하고는 다르다고 결론내렸다. 가장 흔한 기관인 마렐라는 확실히 절지동물이지만, 어떠한 현재 알려진 절지동물 강에도 속해있지 않다. 눈이 다섯개인 오파비니아와 가시가 있는 달팽이모양의 위왁시아같은 생명들은 알려져있는 어떤 것과도 너무 달라서, 요즘 알려진 어떠한 문과도 오직 멀리 떨어져서 관계가 있을 뿐인, 다른 문을 제시해야만 했다. 이러한 작업에 대한 스티븐 제이 굴드의 유명한 1989년의 저서, 《생명, 그 경이로움에 대하여》는 그 사실을 대중들에게 알려줬고, 이 캄브리아기의 대폭발이 의미하는 바가 무엇인지에 대해 질문들을 만들어냈다. 세세한 부분에서는 명확하게 차이를 보이면서, 핸리 B. 휘팅턴과 스티븐 제이 굴드는 모든 현대적 동물문은 갑자기 출현했다고 보인다라고 제시했다. 이러한 관점은, 엘드릿지와 스티븐 제이 굴드가 1970년대에 개발한, 진화란 거의 정체에 가까운 긴 휴지기들 사이에 짧은 기간의 급격한 변화가 "끼어드는" 것이라는 시점의, 단속평형이론에 영향을 받았다.
그렇지만 조금 더 최근의 혹은 1970년대의 다른 연구들에서는 현대의 형태들과 유사한 복잡한 동물들이 캄브리아기 이전에 잘 발달돼 있었다고 주장한다. 또한 현대적 형태들로의 "폭발"이 진정으로 있었는지 아닌지에 대해 또한 더 나아가, 있었다면 어떻게 일어났으며 왜 일어났는지에 대한 강도높은 논의가 있어왔다.

## 연대
다른 대륙간의 층서를 같은 시간 척도에 맞게 배열하는 일은 어려운 일이며, 이것은 캄브리아기의 대폭발을 연구할 때에도 마찬가지이다. 이 글에서 나타나는 캄브리아기의 절대 연대 중에서 대부분은 최근에 들어서야 방사능 연대측정법으로 측정되었으며, 특히 고생대 하부 지층에서는 대륙간의 자세한 생층서 대비에는 아직까지 공백이 많이 남아있다. 국제적으로 공인된 뉴펀들랜드의 선캄브리아/캄브리아 경계에서부터도 그러하다. 중요한 경계와 동물군의 계승관계에 대한 기술에 사용되는 연대는 더 좋은 자료가 나타날 때까지는 어느 정도 주의해서 읽어야 할 필요가 있다.